# 崔敏浩
崔敏浩（チェ・ミンホ、Choi Min-Ho, 1980年8月18日 - ）は、大韓民国慶尚北道金泉市出身の男子柔道家。本貫は海州崔氏。身長163cm。得意技として逆背負落を盛んに使うことで知られている。

## 経歴
- 2003年世界選手権で優勝。
- 2004年アテネオリンピックで銅メダルを獲得。日本では野村忠宏の最大のライバルになると目されていたが準決勝で敗退したため野村との対戦はなかった[3]。
- 2008年の北京オリンピックでは5試合全てを一本勝ちで金メダルを獲得した[3]。
- その後、階級を66kg級に上げ2012年のロンドンオリンピックを目指していたが代表選考会で曺準好に敗れ、オリンピック出場はならなかった[3]。

## 主な戦績
60kg級での戦績
- 1998年 - 世界ジュニア　3位
- 1999年 - ユニバーシアード　2位
- 1999年 - 韓国国際　3位
- 2001年 - アジア選手権　2位
- 2001年 - ユニバーシアード　3位
- 2001年 - ロシア大統領杯　団体戦　2位
- 2002年 - フランス国際　優勝
- 2002年 - アジア競技大会　3位
- 2003年 - 嘉納杯　3位
- 2003年 - ドイツ国際　5位
- 2003年 - 世界選手権　優勝
- 2003年 - 韓国国際　3位
- 2004年 - ロシア国際　3位
- 2004年 - アテネオリンピック　3位
- 2004年 - 韓国国際　優勝
- 2005年 - フランス国際　3位
- 2006年 - 韓国国際　優勝
- 2007年 - フランス国際　3位
- 2007年 - アジア選手権　3位
- 2007年 - 世界選手権　3位
- 2007年 - 世界団体　3位
- 2007年 - 嘉納杯　3位(66kg級)
- 2008年 - フランス国際　2位
- 2008年 - 北京オリンピック　優勝

66kg級での戦績
- 2008年 - 韓国国際　優勝
- 2008年 - 嘉納杯　7位
- 2010年 - ワールドカップ・サルヴァドール　2位
- 2010年 - アジア競技大会　3位(60kg級)
- 2011年 - グランドスラム・東京　5位
- 2012年 - グランプリ・デュッセルドルフ　3位
- 2012年 - アジア選手権　2位